# 사라의 계절
"사라의 계절"은 1993년에 개봉한 대한민국의 영화이다.

## 캐스팅
- 정인철 : 강종태 역
- 홍여진 : 현지혜 역
- 문미봉 : 어머니 역
- 길달호 : 염상만 역
- 정다희 : 정희 역
- 조문영 : 주란 역
- 류대성 : 민영 역
- 이희연 : 박 형사 역
- 강운식 : 형사 역
- 나현식 : 이 노인 역
- 강인구 : 회사부장 역
- 임성식 : 소년 역
- 이승혁 : 대학생 역